# 3902 Yoritomo
3902 Yoritomo è un asteroide della fascia principale del diametro medio di circa 27,78 km. Scoperto nel 1986, presenta un'orbita caratterizzata da un semiasse maggiore pari a 3,2227955 UA e da un'eccentricità di 0,0687267, inclinata di 15,57188° rispetto all'eclittica.
L'asteroide è dedicato al militare giapponese Minamoto no Yoritomo.